# Wilki morskie (film 1980)
Wilki morskie (ang. The Sea Wolves) – film wojenny z 1980 w reżyserii Andrew V. McLaglena, zrealizowany w koprodukcji amerykańsko-brytyjsko-szwajcarskiej. Główne role zagrały gwiazdy światowego kina: Gregory Peck, Roger Moore, David Niven, Patrick Macnee i Trevor Howard.
Film przedstawia prawdziwe wydarzenia z czasów II wojny światowej, opisane w książce pt. Boarding Party autorstwa Jamesa Leasora.

## Obsada
- Gregory Peck – płk. Lewis H. O. Pugh
- Roger Moore – kpt. Gavin Stewart
- David Niven – płk. W.H. "Bill" Grice
- Barbara Kellerman – Agnes Cromwell
- Trevor Howard – Jack Cartwright
- Patrick Macnee – mjr "Yogi" Crossley
- Patrick Allen – Colin Mackenzie
- Kenneth Griffith – Charlie Wilton
- Allan Cuthbertson – Dickie Melborne
- Percy Herbert – Dennison
- Clifford Earl – Sloane
- Edward Dentith – Sandy Lumsdaine
- W. Morgan Sheppard – Lovecroft
- Bernard Archard – Underhill
- Patrick Holt – Barker
- Victor Langley – Williamson
- Moray Watson – Robin Breene
- Donald Houston – Hilliard
- Glyn Houston – Peters
- Terence Longdon – Malverne
- Michael Medwin – Radcliffe
- Graham Stark – Don Manners
- John Standing – Finley
- Jack Watson – Maclean
- Wolf Kahler – Trompeta
- George Mikell – kapitan Rofer, dowódca statku Ehrenfels
- Jürgen Andersen – pierwszy oficer Ehrenfels
- Robert Hoffmann – kapitan niemieckiego U-Boota
- Dan van Husen – pierwszy oficer U-Boota
- Marc Zuber – Ram Das Gupta
- Martin Benson – pan Montero
- Rusi Ghandhi – gubernator
- Faith Brook – Doris Grice, żona płk. Grice'a
- Keith Stevenson – Manuel
- Mohan Agashe – właściciel domu publicznego

## Zarys fabuły
Rok 1943, trwa II wojna światowa. U wybrzeży portugalskiej wówczas prowincji Goa, na zachodzie Indii cumują trzy niemieckie frachtowce. Na jednym z nich znajduje się nadajnik, dzięki któremu niemieckie okręty podwodne otrzymują informacje o położeniu brytyjskich statków, umożliwiające zatapianie ich. Alianci nie mogą działać otwarcie, gdyż port znajduje się na terytorium Portugalii, która pozostaje neutralna. Akcji wysadzenia nazistowskich jednostek podejmuje się dwóch agentów brytyjskiego wywiadu: płk. Lewis H. O. Pugh i kpt. Gavin Stewart. Do pomocy werbują emerytowanego oficera, płk. Billa Grice'a i grupę jego byłych żołnierzy.